# Infrarouge lointain

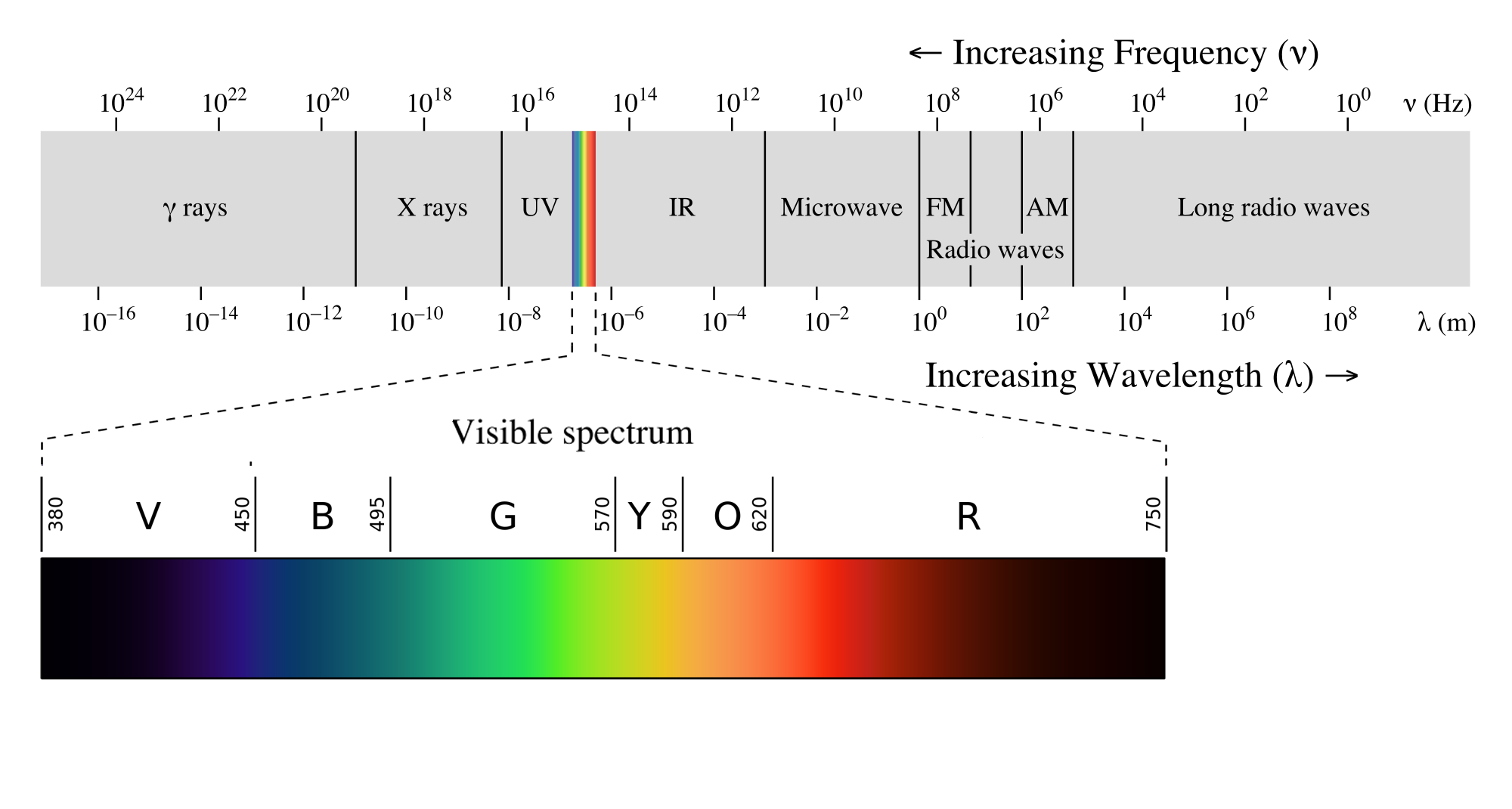
Spectre des couleurs et leur place dans le spectre électromagnétique.

Pour les articles homonymes, voir IRL.
L'infrarouge lointain (IRL) est une région d'infrarouge du spectre électromagnétique ayant une fréquence inférieure à celle de la lumière visible et aux autres bandes d'infrarouge. L'infrarouge lointain se définit souvent comme tout rayonnement avec une longueur d'onde entre 3 micromètres (µm) et 1 mm (qui correspond à une plage entre 20 THz et 300 GHz). Différentes sources préfèrent d'autres délimitations pour son spectre ; par exemple, parfois les astronomes définissent l'infrarouge lointain dans une fourchette entre 25 µm et 350 µm. La norme ISO 20473:2007 définit quant à elle l'infrarouge lointain à la fourchette comprise entre 50 µm et 1 mm.
La lumière visible représente une plage de rayonnements dont les longueurs d'onde se trouvent entre 400 nm et 700 nm, ce qui signifie que les photons du rouge lointain ont moins d'énergie que ceux de la lumière visible.

## Applications

### Astronomie
Les objets dont la température est comprise entre 5 K et 340 K émettront des rayonnements d'infrarouge lointain (loi du déplacement de Wien). Ce fait sert quelquefois à observer des gaz entre-étoiles lors de la formation de nouvelles étoiles. Par exemple, le cœur de la galaxie de la Voie lactée apparaît très lumineux en matière de rouge lointain parce que son amas dense d'étoiles réchauffe la poussière environnante et la fait émettre des rayonnements de cette région du spectre. Outre le cœur de notre propre galaxie, l'objet infrarouge lointain le plus lumineux du ciel est la galaxie M82, dont la région centrale rayonne autant d'infrarouge lointain que toutes les étoiles de la Voie lactée, en raison du réchauffement de la poussière au centre de M82 par une source inconnue.

### Chauffage
L’onde infrarouge lointain est utilisée depuis les années 2000 dans le cadre du chauffage électrique. Ce procédé est utilisé dans des chauffages décoratifs sous forme de panneaux rayonnants avec photos diverses et décors divers mais aussi sous forme de miroir. Ces chauffages IRL sont devenus beaucoup plus esthétiques et remplacent petit à petit les chauffages en place sous les fenêtres. On trouve également depuis plusieurs années des chauffages IRL sous forme de bandes qui se placent au sol, sous carrelage, sous moquette et même directement dans la chape lors de la construction de la maison.